# Ливанский стекольный завод
Ливанский стекольный завод (Līvānu stikla fabrikа (лат.), основан в 1887, прекратил существование в 2008) — крупнейшее в Латвии и в Советском Союзе предприятие по выпуску стеклянных изделий и художественного стекла, градообразующее предприятие города Ливаны, где в 1987 году работало 1200 человек.
Лауреат многочисленных международных выставок.

## Создание завода в Российской империи
Истоки завода восходят к мастерской немецкого торговца Юлиуса Фогеса, основанной в 1887 году. На его выбор повлияло наличие больших запасов белого песка в Гривском лесу, доломита в реке Дубне, близость Риго-Орловской железной дороги, а также запасов торфа, использовавшегося для отопления печей. В Реестре фабрик и заводов Российской империи 1887 года указывалось, что на фабрике Фогеса трудится 174 мужчины и 26 женщин.
В 1897 году Фогес обратился с прошением о выделении земли под строительство фабрики к императору России Николаю II и получил разрешение на строительство стекольного предприятия, для которого построили здание с тремя печами для выплавки стекла.
В 1902 году на заводе работало 205 человек. Условия труда были очень тяжелыми, использовался труд детей и подростков. Фабрика выпускала довольно простую продукцию — стеклянные бутылки, колбы для ламп и т. д. Однако производство приносило Фогесу убытки, в 1902 году на фабрике прошла первая забастовка рабочих из-за невыплаты зарплаты.
В 1903 году предприятие обанкротилось, а его новыми владельцами стали купец первой гильдии из Харькова Михаил Ясный и помещик Владимир Борткевич. Они модернизировали производство стекла в Ливаны по образцу других аналогичных производств, имевшихся на территории Российской империи.
В 1904 году было учреждено акционерное общество «Ливенгофское стекольно-пробочное производство» с центром в Санкт-Петербурге.
В 1908 году было построено производство пробок для бутылок, что позволило комплектовать их для заказчиков. Производство продукции росло, в 1912 году на крупнейшем в Лифляндской губернии стекольном заводе работало 513 человек. Они выпускали 22 тысячи пудов (32 тонны) продукции в месяц.
C началом Первой мировой войны оборудование фабрики было эвакуировано в Россию, а сама фабрика в 1915 году пострадала в ходе обстрелов.

## 13 лет в буржуазной Латвии
В получившей независимость Латвийской республике фабрика смогла возродиться в 1922 году. Её владельцем было акционерное общество Latvijas Stikls c центром в Риге (ул. Лачплеша, 99) и акционерным капиталом 300 тысяч латов. Был построен новый производственный цех вместо сгоревших.
Уже тогда начались эксперименты с выпуском художественного стекла.
Однако со сбытом продукции были большие проблемы. Уже в 1926 году акционерное общество было объявлено неплатежеспособным, хотя пыталось выровнять ситуацию. Тем не менее, в августе 1933 года его имущество было выставлено на торги.
К 1935 году фабрика была закрыта, акционерное общество банкротировало.

## Латвийская ССР: возрождение завода
В 1944 году, через пару месяцев после освобождения посёлка Ливаны от немецких оккупантов, собралась группа бывших рабочих-стеклодувов и представителей Даугавпилсского уездного промкомбината, принявшая решение возродить фабрику, построив стеклодувный цех в составе этого комбината.
Для цеха было выбрано новое место — стены старого помещичьего амбара перекрыли крышей, поставили окна и двери и установили небольшую печь с двумя окошками, у которых могли работать два мастера. Все это сделала инициативная группа: П. Клибайс, П. Скупскис, Б. Яновскис, Я. Зиемелис, своими силами. Начав производство, они также своими силами заготавливали дрова и на подводах везли в цех.
6 августа 1945 года он выпустил первую продукцию для бытового потребления: бутылки, кружки, ламповое стекло. Первоначально в цехе работало 10 человек, которые отвечали за все стадии производства от заготовки сырья до реализации. Производственные процессы в цеху не были механизированы..
В 1950 году стекольное производство перешло в ведение вновь созданного Ливанского промкомбината и значительно расширилось, так как на его продукцию был большой спрос.
В 1953 году была проведена реконструкция цеха, расширена печь и установлены полуавтоматы для выпуска бутылок и пузырьков. Цех перешел на сменную работу, в одной смене могли одновременно работать 10 бригад.
В июле 1957 года стекольный цех стал самостоятельным предприятием — Ливанским стекольным заводом, который стал выпускать уже 1,7 млн изделий в год. Его первым директором стал Фёдор Юринов. Началось стремительное развитие производства.

### Марка, известная в СССР и за рубежом
В 1959 году была построена новая печь для выпуска изделий из коричневого стекла: пивных бутылок и медицинской тары.
С 1962-го по 1965 год на заводе велась реконструкция: были построены новый цех шихты, cклады, механическая мастерская, спортзал, столовая, ведомственный детский сад для детей сотрудников. Полностью были обновлены главный производственный корпус и обрабатывающий цех. Под руководством ставшего директором в 1961 году Яниса Зосина были также построены несколько многоквартирных жилых домов для сотрудников завода.
В 1966 году началось и в 1971 году закончилось строительство нового цеха с двумя печами ванного типа для механизированного выпуска изделий из прозрачного и цветного стекла. Восемь автоматических линий выпускали бутылки для пива, лимонада, сливок, медицинскую тару.
В 1974 году завод освоил производство термосов и колб для них.
В 1975 году на заводе выпустили первое цветное стекло, для чего была построена пятисекционная печь, способная одновременно выпускать продукцию из стекла разных цветов. За это достижение завод неоднократно награждался переходящим Красным знаменем, почётными грамотами и вымпелами. Ряду работников была присуждена Государственная премия Латвийской ССР.
Начался регулярный экспорт продукции завода в РСФСР, для чего была организована специальная железнодорожная линия «Ливаны-Орёл». Количество работников постоянно росло: с 556 человек в 1971 году до 1250 в 1980-м.
В 1981 году завод начал выпускать хрусталь. Среди его уникальных изделий были детали для люстр Рундальского дворца. По качеству эта продукция не отличалась от богемского стекла.
В 1986 году было освоено производство оптоволокна и световодов. Инициатором освоения этой продукции был Даумантс Пфафродс.
К 1987 году здесь трудилось около 1200 сотрудников. 446 работников были награждены орденами и медалями СССР. Художники-стеклодувы неоднократно награждались дипломами и медалями, в том числе ВДНХ СССР.
Благодаря участию и победам на 27 международных выставках в 21 стране мира в 1970-е — 1980-е годы Ливанский стекольный завод стал одним из наиболее известных предприятий Латвийской ССР, успешно работавшим на экспорт в десятки стран, в том числе в США, Кувейт, Финляндию, ФРГ, Болгарию.
Завод выпускал более 250 наименований продукции на сумму 14 млн рублей в год. В сравнении с 1970 годом объём производства увеличился в 6,5 раз.
При заводе был создан музей стекла, единственный в Прибалтике, который посещало более 30 тысяч гостей в год.

### Директора завода
- 1957 — Фёдор Юринов[7].
- 1961 — Янис Зосин[7].
- 1982 — Евгений Скрейверс[7].

## В Латвийской республике
После восстановления независимости Латвии завод закрылся, остался заводской музей стекла.
Заводскую территорию выкупил немецкий предприниматель, организовавший там предприятие «Летглас»; он банкротировал в 2008 году